# Avril 1952

## Évènements
- 2 avril : le Français Charles Atger, sur planeur Arsenal Air 100, bat le record de durée de sa catégorie en 56 h 15.
- 9 avril : en Bolivie, coup d'État de Víctor Paz Estenssoro.
  - Révolution des forces de gauche en Bolivie (1952-1964). Une révolte populaire porte au pouvoir les dirigeants movimientistas (Mouvement nationaliste révolutionnaire). L’armée, 8000 hommes face aux 50 000 miliciens du MNR, est défaite et pratiquement démantelée. Paz Estenssoro, élu président le 15 avril, la maintient sous le contrôle strict du MNR.
- 11 avril : premier vol de l’hélicoptère Piasecki YH-21.
- 11 avril au 14 avril  : l’Anglais T.W. Hayhow, sur Auster Aiglet Trainer (sous-classe C1b), établit divers records sur divers parcours en Europe.
- 15 avril : premier vol du bombardier Boeing B-52 Stratofortress, aux États-Unis.
- 18 avril : premier vol de l’octoréacteur Convair YB-60, piloté par les Américains B.A. Erikson et A.S. Mitchell Jr.
- 23 avril : le Français J. Garnier, sur Nord 1203 (sous-classe C1b), au poids de 999,050 kg, établit un record de distance en circuit fermé de 2 003,314 km ainsi qu’un record de vitesse en circuit fermé de 2 000 km de 228,620 km/h.
- 25 avril : sur Lockheed Lodestar, l’Américaine Jacqueline Cochran vole de New York à Paris, via Goose Bay et l’Islande.
- 26 avril : le destroyer USS Hobson (DD-464) coule après une collision avec le porte-avions USS Wasp (CV-18) à 1 000 kilomètres à l’ouest des Açores entrainant la mort de 176 membres d’équipage[1].
- 27 avril : 
  - signature d'un traité de paix entre le Japon et la Chine nationaliste.
  - Fondation de la Garde aérienne suisse de sauvetage par le Dr Rudolf Bucher lors de l’Assemblée des délégués de la Société Suisse de Sauvetage (SSS) à Douanne.
- 28 avril : l'US Navy annonce que la catapulte à vapeur développée par les Britanniques doit être adoptée sur les porte-avions américains, avec une première installation sur le Hancock.
- 29 avril : un Douglas DC-4 d’Air France, qui assurait la liaison Francfort-Berlin-Ouest, est attaqué par deux chasseurs MiG-15 soviétiques qui font deux blessés avant que l'avion ne s'échappe. Il serait sorti de son couloir aérien[2].
- 30 avril - 1er mai : l’Américain Max A. Conrad, sur Piper Pacer (poids en ordre de vol 998,4 kg), sous-classe C1b, établit un record de distance en ligne droite de 3 962,744 km (24 h 54 min), de Los Angeles à New York.

## Naissances
- 1er avril : Vincent Bolloré, industriel et homme d'affaires français.
- 2 avril : Thierry Le Luron, humoriste français († 13 novembre 1986).
- 7 avril :
  - Vladimir Charov, écrivain, essayiste et docteur en histoire soviétique puis russe († 17 août 2018).
  - Rubén Galván, footballeur argentin († 14 mars 2018).
- 10 avril : 
  - Steven Seagal, acteur, réalisateur, producteur et musicien serbo-américain.
  - Richard Wagner, écrivain et journaliste germano-roumain († 14 mars 2023).
- 12 avril : Pierre Stolze, auteur français de science-fiction.
- 15 avril : 
  - Sam McMurray, acteur, producteur et doubleur américain.
  - Alain Millot, homme politique, maire de Dijon de avril 2014 à juillet 2015 († 27 juillet 2015).
  - Isabelle de Botton, comédienne et scénariste français.
- 16 avril : 
  - Jacques Martin, coureur cycliste belge († 22 juin 2004).
  - Michel Blanc acteur et réalisateur français († 3 octobre 2024).
- 17 avril : Patrick Roy, animateur de radio et de télévision français († 18 février 1993).
- 22 avril : 
  - François-René Duchâble, pianiste français.
  - François Berléand, acteur français.
- 24 avril : Jean-Paul Gaultier, couturier français.
- 26 avril : Ewa Podleś, contralto colorature polonaise († 19 janvier 2024).
- 29 avril : Rob Nicholson, homme politique.

## Décès
- 2 avril, Bernard Lyot (55 ans), astronome français, inventeur du corographe.